# جمشید فانی
جمشید فانی بوکسور اهل ایران بوده است.
وی در بازی‌های المپیک تابستانی ۱۹۴۸ در وزن ۵۸–۵۴ کیلوگرم (Featherweight) شرکت کرده است، فانی در مرحله اول با شکست در برابر آرماند ساووآ بوکسور کانادایی از مسابقات حذف شد.